# Yani Tseng
Yani Tseng (chinês tradicional: 曾雅妮, pinyin: Zēng Yǎní; nascida em 23 de janeiro de 1989) é uma jogadora profissional taiwanesa de golfe, disputando a LPGA Tour. Ela é a atleta mais jovem de ambos os sexos a ganhar os cinco campeonatos principais; e também foi classificada em número 1 no Women's World Golf Rankings por 109 semanas consecutivas de 2011 a 2013.